# زنيقة (فطر)
زَنِيْقَة (الاسم العلمي: Pucciniastrum)، جنس فطور مجهرية من الدعاميات وفصيلة الزنيقيات. أنواعه من مسببات الأمراض النباتية.

## أنواع مختارة
- Pucciniastrum agrimoniae
- Pucciniastrum americanum
- Pucciniastrum arcticum
- Pucciniastrum areolatum
- Pucciniastrum asterum
- Pucciniastrum boehmeriae
- Pucciniastrum brachybotrydis
- Pucciniastrum circaeae
- Pucciniastrum coriariae
- Pucciniastrum coryli
- Pucciniastrum epilobii
- Pucciniastrum goeppertianum
- Pucciniastrum goodyerae
- Pucciniastrum guttatum
- Pucciniastrum hydrangeae
- Pucciniastrum pyrolae
- Pucciniastrum sparsum

## روابط خارجية
- Index Fungorum
- "Global Biodiversity Information Facility". مؤرشف من الأصل في 2020-03-28. اطلع عليه بتاريخ 2010-07-30. Pucciniastrum in مرفق معلومات التنوع الحيوي العالمي